# American Pop
Az American Pop 1980-ban bemutatott amerikai rajzfilm, amelyet Ralph Bakshi rendezett. Az animációs játékfilm producere Martin Ransohoff. A forgatókönyvet Ronni Kern írta, a zenéjét Lee Holdridge szerezte. A mozifilm a Bakshi Productions gyártásában készült, a Columbia Pictures forgalmazásában jelent meg.
Amerikában 1981. február 13-án mutatták be a mozikban.

## Szereplők
| Szereplő                      | Hang                                         |
| ----------------------------- | -------------------------------------------- |
| Tony Belinksy / Pete Belinksy | Ron Thompson                                 |
| Bella                         | Lisa Jane Persky                             |
| Zalmie Belinksy               | Jeffrey Lippa                                |
| Benny Belinksy                | Richard Singer                               |
| Louie                         | Jerry Holland                                |
| Frankie Hart                  | Marya Small                                  |
| Női statiszták                | Hilary Beane A'leisha Brevard                |
| Vándorlók                     | Vance Colvig Robert Beecher                  |
| Izzy                          | Gene Borkan                                  |
| Prostitute                    | Beatrice Colen                               |
| Crisco                        | Frank Dekova                                 |
| Nicky Palumbo                 | Ben Frommer                                  |
| Eva Tanguay                   | Roz Kelly                                    |
| Nancy                         | Amy Levitt                                   |
| Költő                         | Richard Moll                                 |
| Freddie                       | Joey Camen                                   |
| Hannele                       | Elsa Raven                                   |
| Színház tulajdonosa           | Vincent Schiavelli                           |
| Leo                           | Leonard Stone                                |
| Kicsi Pete                    | Eric Taslitz                                 |
| Szőke                         | Lynda Wiesmeier                              |
| Punk Rockerek                 | Lee Ving Spit Stix Derf Scratch Philo Cramer |
| Tuba művész                   | Elya Baskin                                  |
| Zongorista                    | Ralph Bakshi                                 |